# Minersville (Utah)
Minersville is een plaats (town) in de Amerikaanse staat Utah, en valt bestuurlijk gezien onder Beaver County.

## Demografie
Bij de volkstelling in 2000 werd het aantal inwoners vastgesteld op 817.
In 2006 is het aantal inwoners door het United States Census Bureau geschat op 848, een stijging van 31 (3,8%).

## Geografie
Volgens het United States Census Bureau beslaat de plaats een oppervlakte van
1,6 km², geheel bestaande uit land. Minersville ligt op ongeveer 1610 m boven zeeniveau.

## Plaatsen in de nabije omgeving
De onderstaande figuur toont nabijgelegen plaatsen in een straal van 44 km rond Minersville.